# Michel Pastor
Pour les articles homonymes, voir Pastor.
Michel Pastor, né le 20 mai 1943 en principauté de Monaco et mort le 2 février 2014 est un homme d'affaires monégasque dans l'industrie immobilière à Monaco, collectionneur d’art et consul du Pérou à Monaco. De 2004 à 2008, il préside l’AS Monaco.

## Biographie

### Famille et origines
Le grand-père de Michel Pastor, Jean-Baptiste, était un tailleur de pierre originaire de la Ligurie. En 1926, il crée l'entreprise de travaux publics J.B. Pastor & fils à Monaco qui fut notamment chargée par le prince Louis II de construire le premier stade monégasque, l'actuel stade Louis-II, et le chantier d'adduction d'eau pendant la Seconde Guerre mondiale. Le père de Michel Pastor, Gildo, devint quant à lui promoteur et investit très tôt dans le foncier à Monaco.
Au décès du patriarche Gildo en 1990, ses trois enfants, Victor (1936-2002), Hélène (1937-2014) et Michel (1943-2014), héritent d'un patrimoine immobilier de 500 000 mètres carrés (15 % du parc immobilier total monégasque) estimé à 19 milliards d'euros.
Il était le beau-père du chanteur David Hallyday, qui a épousé sa fille Alexandra en 2004.

### Carrière
En janvier 1964, Michel Pastor prend ses fonctions au sein du groupe familial.
Au milieu des années 1980, il est le responsable de la société monégasque Edimo qui édite Théâtre magazine, publication dont Paul Chambrillon fut le rédacteur en chef et auquel a contribué notamment Jean-Pierre Thiollet.
En 1990, au décès de son père, Michel Pastor hérite du Centre immobilier Pastor (CIP), société chargée de la gestion locative et de la rénovation du parc immobilier familial.
À partir de 1993, Michel Pastor entre dans le capital d’Hédiard. Il en devient propriétaire en 1995 après avoir racheté à Elf Aquitaine et Orcofi 67 % du holding Hédiard SA qui gère 88 % de la société Hédiard.
En 1997, il rachète John Taylor, une agence immobilière implantée sur la Côte d'Azur, afin d’étendre ses activités au-delà du Rocher.
En juin 2004, il prend la présidence du club de football de l'AS Monaco, et ce jusqu’en avril 2008.
En 2007, il revend Hédiard à la société LuxAdvor, alors contrôlée par l'homme d'affaires russe Sergueï Pougatchev.

## Collectionneur d’art
Michel Pastor était un grand collectionneur d'œuvres d'art. À la présidence de la Maison de l’Amérique latine qu’il fonde en 1983, il organise régulièrement des soirées culturelles (“Nuit de l’Amérique latine”) et introduit les talents d’Amérique du Sud aux résidents de Monaco,.
En 1993, il rachète 50 % de la galerie d’antiquités Gismondi,. À partir de 2001, il préside le Grimaldi Forum Monaco, centre culturel monégasque avec lequel il organise en juillet 2003 l’exposition Super Warhol.
En 2002, Michel Pastor entre au capital de la maison de ventes aux enchères Artcurial.

## Autres fonctions
- Président-fondateur de la chambre de développement économique de Monaco (CDE), 1999 - 2009[13],[5].
- Président du Grimaldi Forum Monaco, 2001 - 2004[12]
- Président-fondateur de la Maison de l’Amérique latine, 1983 - 2014[9]
- Consul honoraire du Pérou à Monaco[2]

## Distinctions
- Commandeur de l'ordre de Saint-Charles[14]
- Commandeur de l'ordre de Grimaldi[14]
- Officier de la Légion d'honneur (avril 2011)[15]
- Officier de l'ordre des Arts et des Lettres[14]
- Commandeur de l'ordre du Mérite de la République italienne (27/12/1998)[16]
- Grand Officier de l'ordre de l’Étoile d'Italie (02/05/2012)[16]
- Grand Officier de l'ordre du Mérite pour service distingué (Pérou)[14]
- Grand officier de l'ordre pro Merito Melitensi[14]